# Maâmar Youcef
Maâmar Youcef (sinh ngày 3 tháng 10 năm 1989) là một cầu thủ bóng đá người Algérie thi đấu cho ASO Chlef ở Giải bóng đá hạng nhất quốc gia Algérie.

## Sự nghiệp câu lạc bộ
Ngày 6 tháng 8 năm 2009, Youcef ra mắt cho ASO Chlef khi đá chính trong trận đấu tại giải vô địch trước USM El Harrach.

## Sự nghiệp quốc tế
Vào tháng 7 năm 2011, Youcef từng là thành viên của đội tuyển quốc gia Quân đội Algérie vô địch World Military Cup ở Rio de Janeiro. Anh đá chính ở trận chung kết với Ai Cập, và Algérie thắng 1–0.

## Danh hiệu

### Câu lạc bộ
- ASO Chlef
  - Giải bóng đá hạng nhất quốc gia Algérie
    - Vô địch: 2010–11

### Country
- Algérie
  - World Military Cup
    - Vô địch: 2011